# Upeneichthys vlamingii
Upeneichthys vlamingii (Cuvier, 1829) è un pesce del famiglia Mullidae proveniente dal sud dell'Australia, nell'est dell'oceano Indiano.

## Distribuzione e habitat
È una specie demersale tipica della costa sud dell'Australia. Nuota soprattutto in zone con fondali sabbiosi. Somiglia molto a un'altra specie australiana, Upeneichthys lineatus, con la quale viene confusa facilmente. Talvolta può essere trovata negli estuari dei fiumi, ma si spinge anche a profondità elevate, intorno ai 100 m.

## Descrizione
La lunghezza massima registrata è di 35 cm. La colorazione è molto variabile, dal marrone rossastro al grigio pallido, più scuro sul dorso. La pinna caudale è biforcuta.

## Biologia

### Comportamento
Nuota in piccoli banchi.

### Alimentazione
La sua dieta, carnivora, è composta sia da pesci più piccoli che da invertebrati acquatici come vermi policheti e crostacei.

## Pesca
Viene pescato abbastanza frequentemente.